# Cumulatie van mandaten
De cumulatie van mandaten of een dubbelmandaat ontstaat wanneer een persoon tegelijkertijd verschillende (publieke) mandaten of functies vervult. Dit kan op hetzelfde bestuursniveau zijn (horizontaal) of op een verschillend niveau (verticaal), bijvoorbeeld een burgemeester die ook verkozen parlementslid is.
In veel landen zijn bepaalde cumulaties verboden. In sommige landen zoals België en Frankrijk is de praktijk van cumulatie veel gebruikelijker dan in andere landen zoals in de Angelsaksische (Verenigde Staten, Canada, Verenigde Koninkrijk, ...).
Soms ontstaat een cumulatie automatisch, wanneer het houden van een functie bij wet ook het houden van een andere functie met zich meebrengt of wanneer een bepaald orgaan is samengesteld uit leden van andere organen. In het begin van het Europees Parlement werden de leden bijvoorbeeld aangeduid door en uit de nationale parlementen: vanaf de rechtstreekse verkiezing van het Europees Parlement werd de cumulatie verboden.

## België
Er zijn heel wat wettelijke verboden op cumulatie (onverenigbaarheden), onder meer in de Grondwet in artikels 49-51. Een verkozen parlementslid die minister wordt, houdt op als parlementslid. Vroeger werd dit wel gecombineerd maar diende de persoon opnieuw verkozen te worden in een buitengewone verkiezing. De wet van 4 mei 1999 beperkt de cumulatie van het mandaat van federaal parlementslid en Europees parlementslid met andere ambten.
Reeds bij wet van 26 mei 1848 werd de cumulatie van het mandaat van volksvertegenwoordiger of senator met een ambtelijke functie (magistraat, hoge officier of provinciegouverneur) uitgesloten. 
Bovenop de wettelijke verboden, hebben sommige politieke partijen interne verboden.
Een ministerfunctie en een lokaal uitvoerende functie met elkaar combineren is wettelijk verboden. Een verkozen burgemeester laat zich meestal vervangen door een waarnemend burgemeester terwijl hij minister is.
Politici en hoge ambtenaren zijn sinds 2005 verplicht zelf hun lijst met mandaten te bezorgen aan het Rekenhof. Sinds 2021 riskeert men een boete indien men dit niet doet.